# Mode locrien

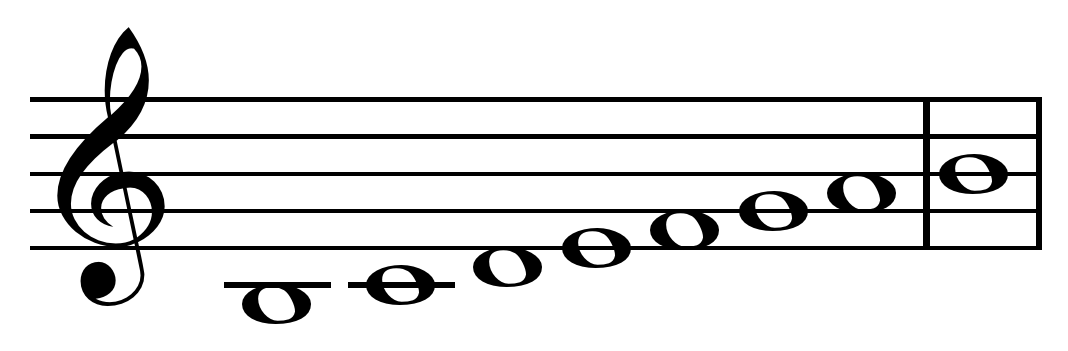
Mode locrien.

Le mode locrien est soit un mode musical, soit simplement une échelle diatonique en mode mineur naturel. 
Le mode locrien tire son caractère de l'ensemble des notes bémolisées (sauf quand la gamme part de si), ce qui en fait le mode le plus sombre des sept modes diatoniques.
La tierce mineure est l'indicateur le plus clair de ses qualités sombres, mais si l'on ajoute la seconde mineure, la sixte mineure et la quinte diminuée, on obtient essentiellement la possibilité d'attaquer ses qualités les plus sombres sous tous les angles. En restant sur cette idée d'obscurité, les deux premiers intervalles trouvés dans la gamme locrienne créent le triton qui se trouve au-dessus de la fondamentale ou de la tonique.
La lecture audio n'est pas prise en charge dans votre navigateur. Vous pouvez télécharger le fichier audio.
Ce mode peut être joué en commençant par le si et en montant d'une octave sans altération.
La lecture audio n'est pas prise en charge dans votre navigateur. Vous pouvez télécharger le fichier audio.

## Histoire
Le mode locrien apparaît au début de la Renaissance.

## Mode locrien moderne
Dans la pratique moderne, le locrien peut être considéré comme un mode mineur, les 2e et 5e degrés étant diminués d'un demi - ton. Le mode locrien peut également être considéré comme une échelle commençant par le 7e degré d'un mode ionien ou d'un mode majeur.
La formule du locrien est:
1, 2, 3, 4, 5, 6, 7
Le mode locrien moderne est une gamme diatonique correspondant au schéma suivant :
½ - 1 - 1- ½ - 1 - 1 - 1

## Liste des gammes en mode locrien
La lecture audio n'est pas prise en charge dans votre navigateur. Vous pouvez télécharger le fichier audio.
La lecture audio n'est pas prise en charge dans votre navigateur. Vous pouvez télécharger le fichier audio.
La lecture audio n'est pas prise en charge dans votre navigateur. Vous pouvez télécharger le fichier audio.
La lecture audio n'est pas prise en charge dans votre navigateur. Vous pouvez télécharger le fichier audio.
La lecture audio n'est pas prise en charge dans votre navigateur. Vous pouvez télécharger le fichier audio.
La lecture audio n'est pas prise en charge dans votre navigateur. Vous pouvez télécharger le fichier audio.
La lecture audio n'est pas prise en charge dans votre navigateur. Vous pouvez télécharger le fichier audio.
La lecture audio n'est pas prise en charge dans votre navigateur. Vous pouvez télécharger le fichier audio.
La lecture audio n'est pas prise en charge dans votre navigateur. Vous pouvez télécharger le fichier audio.
La lecture audio n'est pas prise en charge dans votre navigateur. Vous pouvez télécharger le fichier audio.
La lecture audio n'est pas prise en charge dans votre navigateur. Vous pouvez télécharger le fichier audio.
La lecture audio n'est pas prise en charge dans votre navigateur. Vous pouvez télécharger le fichier audio.

## Utilisation

### Musique populaire
La chanson Left Behind de Slipknot utilise ce mode.
La chanson "Gliese 710" de l'album Ice, Death, Planets, Lungs, Mushrooms and Lava (2022) de King Gizzard & the Lizard Wizard est en Locrien, suivant le thème de l'album consistant à baser chacune des chansons sur l'un des modes tonales diatoniques.